# Субудај
Субутај (око 1172 — 1245) је био један од најзначајнијих монголских војсковођа из времена њихових великих освајања.
У походу против средњоазијске државе Хорезм (1220—1221) командовао је једим од четири монголска тумена (дивизија), а 1221-1223. командује половином монголских снага ангажованих у походу против Русије. У операцијама у источној Кини 1231-1233. командује једном од три монголске колоне (око 30.000 људи). Руководи операцијама монголских снага (око 150.000 људи) при освајању Русије 1237-1240. У походу 1241-1242. у источну Европу, планира поход заједно са Бартуом и командује оним делом војске која је упућена против Угарске.

## Младост
Историчари верују да је Субутај рођен 1175. године у данашњој Монголији. Припадао је Урианкхаи клану, познатом као људи јелени, група људи која је живела у сибирским шумама за разлику од осталих Монгола који су живели у равницама. Као резултат тога није имао тренинге јахања одмалена које су остали Монголи имали. Субутајева породица је већ генерацијама била у добрим односима са Темуџин породицом (будућег Џингис Кана). Субутајев прапрадеда Неби је био савезник Монголског кана Тумбина Сехена. Субутајев тата Јархигудај је наводно снабдевао храном Темуџина и његове следбенике док су били под страховитим нападима на реци Балјуни, а Субутајев старији брат Јелме је такође служио у монголској армији и био је добар пријатељ са Темуџином. Јелме је спасио тешко рањеног Темуџина (погођеног стрелом од стране Џебе, а онда непријатеља) у процесу уједињења монголске висоравни. Још један брат, Цауркан (такође романизован као Ца'уркан) помиње се у тајној историји монгола.
Упркос овом блиском породичном удружењу, Субутај се може сматрати доказом да је Монголско царство меритократија. По рођењу био је син Јархигудаја, који је наводно био ковач. Када је имао 14 година, Субутај је напустио свој клан да се придружи Темуџиној војсци, стопама свог старијег брата Јелмеа који се придружио када је имао 17 година, а он је дошао до највише команде доступне оном ко није био крв у односу на Џингис. У року од једне деценије постао је генерал, командујући једним од 4 тумача који раде у авангарду. Током инвазије на северну Кину 1211. године, Субутај је био у партнерству са вишим генералом Монголом Џебе, учеником и партнерством које би задржали до Јебеове смрти 1223. године. Џингис Кан га је назвао једном од његових "ратних паса", који су били 4 од његових 8 главних поручника у Тајној историји Монгола.
То су четири ратна пса Темуџина. Имају чело од месинга, њихове чељусти су као маказе, њихови језици попут пирсинга, главе су гвожђе, њихови бичеви репни мачеви. . . У дан борбе, они прождиру непријатељско месо. Ево, они су сада ослободјени, и гађају у уста. Ова четири пса су Џебе и Кублаи (различит од Кублаи Кан), Јелме и Субутај.
- Тајна историја Монгола

Чини се да је Субутаја врло брзо Темуџин идентификовао као посебног, и због тога је добио ретке могућности за напредак. Постављен је на престижни положај чувара врата Џингис Кана током својих тинејџерских година, историје Монгола кажу да је Субутај рекао Џингис Кану: "Ја ћу те штитити од твојих непријатеља, као што обучена тканина штити од ветра." Овај приступ му је омогућио да слуша о, а касније се придружи састанцима монголских стратега негде око његових касних тинејџерских и раних двадесетих година. Током читавог живота Џингис Кана, Субутај би имао прилику да оде на одвојене мисије под елитном Џебе (1211-12, 1213-14, 1219-23) и Мукалијем (1213—14), поред самог Џингиса Кана (1219 ). Вероватно је да је његов јединствени приступ најсјајнијим лидерима Монголије помогао његовом напретку.
Прва шанса Субутаја у независној команди дошла је 1197. године, када је имао само 22 године. Овај захват се десио током рата против највећих непријатеља Џингиса Кана, Меркита. Субутајева улога била је да делује као предводник и освајање једног од логора Меркита на реци Тцен. Субутај је одбио понуду Џингис Кана за додатне елитне трупе и уместо тога отишао је сам у камп Меркита, представљајући као монголски дезертер. Субутај је успео да убеди Мерките да је главна монголска војска далеко и да нису били у опасности. Као резултат тога, Меркити су смањили стражу и ограничили своје патроле, омогућавајући Монголима да их једноставно изненаде и окруже, заробљавајући два генерала. Ово је доказ да је чак и у његовим раним годинама Субутај је био врло неуобичајен војсковођа који је пронашао иновативне начине за лако решавање проблема са малобројним жртвама. Такође је служио као командант авангарда за разлику у борби против Наимана који је дао Монголима потпуну контролу над Монголијом.

## Као генерал
Субутај је био велики иноватор у уметности рата, и његови каснији походи су демонстрирали невероватни ниво сложености и стратегије који се није поново видео до Другог светског рата. Током инвазије на Кину, Русију и Европу, Сабутај је рутински координисао армије од око 100.000 људи кроз фронтове који су одвојени 500–1000 km у 3 до 5 одвојених група армије. Иако су импресивни на геометријском нивоу, Сабутајеви маневри су дизајнирани да покажу противницима лажну илузију и ударе из најмање очекиваног угла. Монголска инвазија на Џин 1232 је константно раздвајала непријателјске силе упркос нјиховим поволјним рељефом, јер нису могли одредити које су монголске армије праве, а које нису, док је њихова највећа армија постала изолирана. Јако утврђене локације су се игнорисале док сав организован отпор није био уништен. Опсаде су коришћене само на критичним или рањивим локацијама; у другим ситуацијама, Монголи су или оставили блокаду или једноставно игнорисали утврђене градове и уништили околну пољопривреду тако да би људи умрли од глади унутар утврђених зидова.
Због његове дуге службе, Сабутај је имао прилику да се супротстави елитиним армијама и са запада и истока, и победио је у сваком походу. Коњски стрелци из других великих степских конфедерација, елитна коњица из Кине, турска коњица из Хорезма и оклопни витези из Грузије, Пољске и Мађарске су сви били немоћни против Субутајевих армија.
Субутај је један од првих монголских генерала који је схватио вредност инжењера у опсадама. У Бици код Мохи, Мађарски стрелци су се одбранили од монголског преласка моста. Субутај је наредио да огромне каменаре униште стрелце и створе пут лакој коњици да пређу преко реке без даљих губитака.
Субутај је такође познат за пропојавање освојених народа који су доносили специјалне вештине у његову војску, нарочито инжењере. Био је вешт у прикупљању интелигенције и планирању похода унапред. На пример, користио је шпијуне како би прикупио детаљну информацију о Руским кнежевинама, Пољацима и Мађарима барем годину дана пре напада. 
Његови европски противници били су запањени због сложености монголских шпијунских мрежа. Прилагођивао је своју стратегију да одговара непријатељу, прилагођава своју тактику према противницима, терену и времену по потреби.
Као и Џингис Кан, Субутај је био мајстор у прављењу подела међу непријатеља, изненађујући их. Страшна монголска репутација, у комбинацији са ефективним шпијунским мрежама које су шириле раздор, као и подстицаје кључним локалним лидерима, спречавале су противнике да се ефикасно удруже и бораве у свом пуном капацитету. Често се непријатељски отпор једноставно срушио када су се Монголци приближили, или су једноставно били парализовани и нису предузели акцију на време.

## Освајање централне Азије
Године 1217, Џингис Кан је послао Субутаја да се бори против Меркита и њихових савезника, конфедерације Кипчак / Куман, у данашњем централном Казахстану. Субутај их је поразио на реци Чу 1217. и поново у 1219. на територији Дивљих Кипчака. Пре битке код реке Чем 1219. године, Субутајева авангарда је носила дечје играчке и оставила их иза себе, као да су група породица која беже од Меркита. Као резултат ове преваре субутајева војска успела је изненадити, окружити и заробити све руководство Меркита / Кипчака.
Мохамед други из Хорезма је мало касније напао Субутаја. Упркос томе што је султан имао 3 пута више војника Сабутај се одбранио после жестоке битке и повукао се током ноћи. Због ове битке Мохамед није био способан да искористи побуну у Кара-Китаи царству, као што је радио у ранијим ратовима.
Џингис Кан је водио монголску војску ка западу крајем 1219. да би напао Хорезм као одмазду за погубљење монголских амбасадора. Са око 100.000 наоружаних људи, монголска војска је била бројчано слабија од војске Хорезма, али кроз преваре и брзе маневре, монголи су поразили изоловане војске Хорезма пре него што су могли реаговати. После брзог хватања центра одбране Хорезма, Самарканд, Џингис Кан послао је Субутаја и Џеба са 30.000 људи на лов на владара Хорезма и спречио га да окупља друге војске Хорезма. Цар Мохамед је покушао да се спаси бежањем у централну Персију, али док је он избегао хватање, немилосрдна потерица значила је да не може окупити своје снаге. Отпуштен жестоким потеривањем, Мухамед се разболио и умро у рибарском селу на острву Каспијског мора почетком 1221.

## Поход на Кси Ксиа и Јин Кину (1207, 1209, 1211-1215, 1226-27)
У првобитној инвазији Јина 1211. године, Субутај је служио Џебеовој војсци која је напала кинеске зидине око источне ивице Великог кинеског зида (а не Минг Велики зид). Крајем 1211. године је постао први човек који је смањио зидове кључне тврђаве Хуангхоа и учествовао је у заседи велике војске Јин у Ву Са Пао-у и климактичке битке код Иехулинга. 1212. године, можда је служио са Џебеом током смелог хватања Лиаоианг-а, а 1213. служио је са Мукалијем и Џебеом у великој акцији у Шангдоу.
Субутај је одиграо кључну улогу у кампањи против Тангута од Кси Ксиа у 1226, који је служио као командант бочне армије да удари Тангуте од позади. Док су Џингис нападали Кси Ксију традиционалнијом северним маршом, Субутај је неочекивано напао са запада преко планина и пустиња у данашњем Туркестану, што је узроковало колапс отпора Тангута. Тангутско царство је срушено са Џингисом спречавајући појачање на западу, Субутај је подупирао отпад на западу и придружио се главном војском Џингиса да освоји исток. Године 1227. освојио је Јин округе дуж горње реке Веј , па чак и упадао у краљевство Тибета. Иако су Монголци освојили Кси Ксиа, операције Монгола против Јин Кине прекинуте су смрћу Џингис Кана 1227. године. Џингис Кана је наследио његов син Огатај 1229. године.

## Освајање Русије
Огадај је одлучио да пошаље већину војске у западне регионе како би коначно уништио Дивље Кипчаке и Булгаре. Ова мисија је била више од типичне инвазије: Огедај је послао многе нове генерације монголских принчева, укључујући наследнике сваке од четири породице, највероватније да би их Субутај обучио пре него што је умро. Да би поразили Булгаре са Волге, који су раније победили Батуа 1232, Субутај је покренуо још један огромни поход окружења. Монголци су марширали према реци Волги у широком луку на западној страни. Међутим, та сила је била само да одвуку њихову пажњу јер је послао другу војску да изненади Булгаре са истока прелазећи Уралске планине.
За разлику од 1222-23 када се већина Руских држава ујединило против Субутаја и Џебеа, овог пута су монголи напали тако брзо да су Руси или били превише парализовани, или можда превише горки или растројени да направе савезе. Крајем 1237. Субутаи је напао Риазан и Владимир-Суздал у три колоне. Снаге Руса су поражене у 3 одвојена ангажмана. 1239. године руска држава Чернигов је поражена и њихови градови су узети. Монголи нису имали потребу да освоје Новгород када се кнежевина предала, сложила се да плати поредак у будућности и дала Монголима велико мито.
Значајан сусрет похода била је Битка на реци Сити 1238. Велики војвода Јуриј из Владимира, најистакнутији руски вођа, напустио је Владимир да подигне војску и победи монголе пре него што стигну до његовог града. Неизненађујуће, Јуриј и његова војска су лако поражени. Монголи су склопили уговор са Галичем-Владимиром, чији је принц био изненађен када су монголи изненада напали у децембру 1240. Кијев, Владимир и други градови су брзо узети.

## Освајање централне Европе
Субутај је извршио напад на Европу и што га је учинило славним. Пошто је разорио разне руске кнежевине, послао је шпијуне до Пољске, Угарске и Аустрије и припремио напад у средиште Европе. Бриљантно је испланирао напад којим је командовао Бату Кан и још два заповедника. Док је Бату Кан, син Јочиа, био главни вођа, Субутај је био заповедник на терену и учествовао у биткама против Кијевске Русије. Лично је командовао централном колоном који се кретао против Краљевине Угарске.
Иако су монголске методе ратовања биле углавном непознаница на западу, краљ Мађарске, Бела IV, био је добро информисан о монголској инвазији на Русију. Иако Бела није био у могућности да добије помоћ од Светог римског царства или Папе, имао је подршку својих рођака у Пољској. Монголи су поново напали током зиме, када су их најмање очекивали. Монголска инвазија на Европу била је из пет праваца. Каиду и Орда Кхан су опустошили Северну Пољску, Баидарску јужну Пољску, док је Схибан напао кроз робустан терен у североисточној Мађарској, Субутај и Бату су напали централну Мађарску, а Гуиук је кренуо ка југу кроз Трансилванију. Монголци су растурили своје снаге како би збунили Европљане у погледу њихових крајњих циљева и поразили европске војске пре него што су могли да се групишу. Након низа победа, Баидар и Кадан су прегруписали своје северне снаге и победили главну пољску војску у бици код Легнице, непосредно пре него што се могла спојити са Бохемијанском војском у маршу дана. Док је Гуиукова војска тријумфовала у Трансилванији, дан после Легнице, Субутај је чекао је мађарску војску на мађарској равници. Иако је угарски краљ Бела IV ефикасно блокирао карпатске пролазе користећи срушена дрвећа, јарке, замке и друге природне препреке, поред општег попуштања или једноставно непостојања путева у источној Угарској, Субутајева војна сила и даље је имала запањујући темпо од 60 mi (97 km) дан, упркос великом снегу. Монголи су задржали пионирски корпус способан за ефикасно прочишћавање путева кроз шуму, нису били препуштени Белиним препрекама.
Комбинација зимске инвазије, велика брзина напретка Монгола, Субутајев метод одвајања своје војске на толико различитих целина којесу могле да угрозе неколико циљева одједном су спречили да пољаци и мађари ефикасно координирају своје снаге и да одбране своје градове и тврђаве. Мада су Liegnitz (Пољска) и Моhi (Мађарска) биле велике битке, монголци су такође освојили бројне друге победе над мањим, изолованим непријатељским подјелама. Супротно европском начину ратовања у то време, Монголи су били немилосрдни према непријатељима.
1242. године Субутај је имао план да освоји Свето римско царство што се није остварило због вести о смрти Огедеи Кана и побуни Кумана у Русији. Монголски принчеви су повукли сву војску у Монголију због избора новог Великог Кана чиме је обустављена инвазија на Европу.
Смрт Огедеја и превирања у Монголском царству спречила је да се Моголи деценијама не враћају у Европу. Ипак, претрпљена су огромна разарања. Субутај је уништио све области кроз које је прошла татарска војска. Као резултат пустошења, вероватно је четвртина становништва Мађарске умрла од инвазије. Баварски монах је забележио 1241. године: "У овој години, након 350 година постојања, царство Мађарске је уништено од стране Татара." Чак 1250. године, 8 година након што су монголи отишли, мађарски краљ Бела IV је написао Папи да Мађарска не би могла да издржи још једну инвазију и морала би да се преда монголима ако се врате.
На излазу из Европе, монголи су опљачкали Бугарску и сукобили се са Византијом.

## Последње године живота
Након што је покорио Куманову побуну у Русији, Субутај је кренуо према Монголији. Субутај је инсистирао да Бату присуствује избору новог кана, наследника Огатаја. Бату је одбио да дође и Гујук је изабран после три године, а Субутај га је подржао. Гујук није волео Батуа и желео је да му преузме најбоље војсковође, да у случају рата између њих има предност. Нови Кан поставио је Субутаја за главног војсковођу у операцији против династије Сонг за 1246 – 1247. Субутај је тад имао 71 годину. Папски изасланик Плано Карпини га је срео док је био у Каракоруму у Монголији. Он је рекао да је Субутај био веома поштован међу Монголима и назван витез/Валиант/јунак (Превод Багхатура). Субутај се вратио у Монголију из Кине 1248. после војне операције против династије Сонг и провео остатак живота у својој кући, у близини реке Туул (близу модерног Уанбаара), умире у 72. години.